# Nychiodes quettensis
Nychiodes quettensis är en fjärilsart som beskrevs av Edward P. Wiltshire 1966. Nychiodes quettensis ingår i släktet Nychiodes och familjen mätare. Inga underarter finns listade i Catalogue of Life.